# Eugeniahemmet

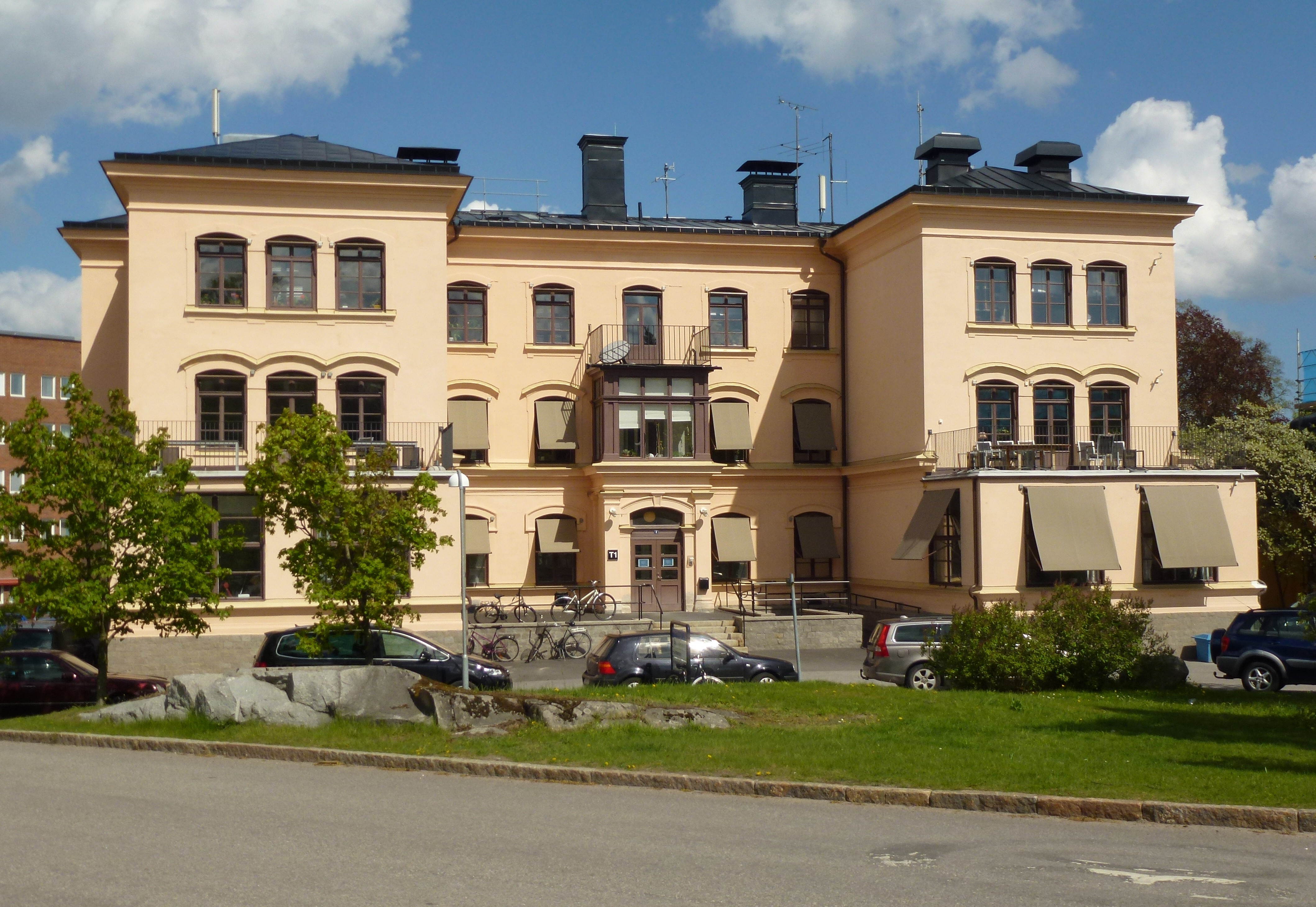
Eugeniahemmets huvudbyggnad 2012.

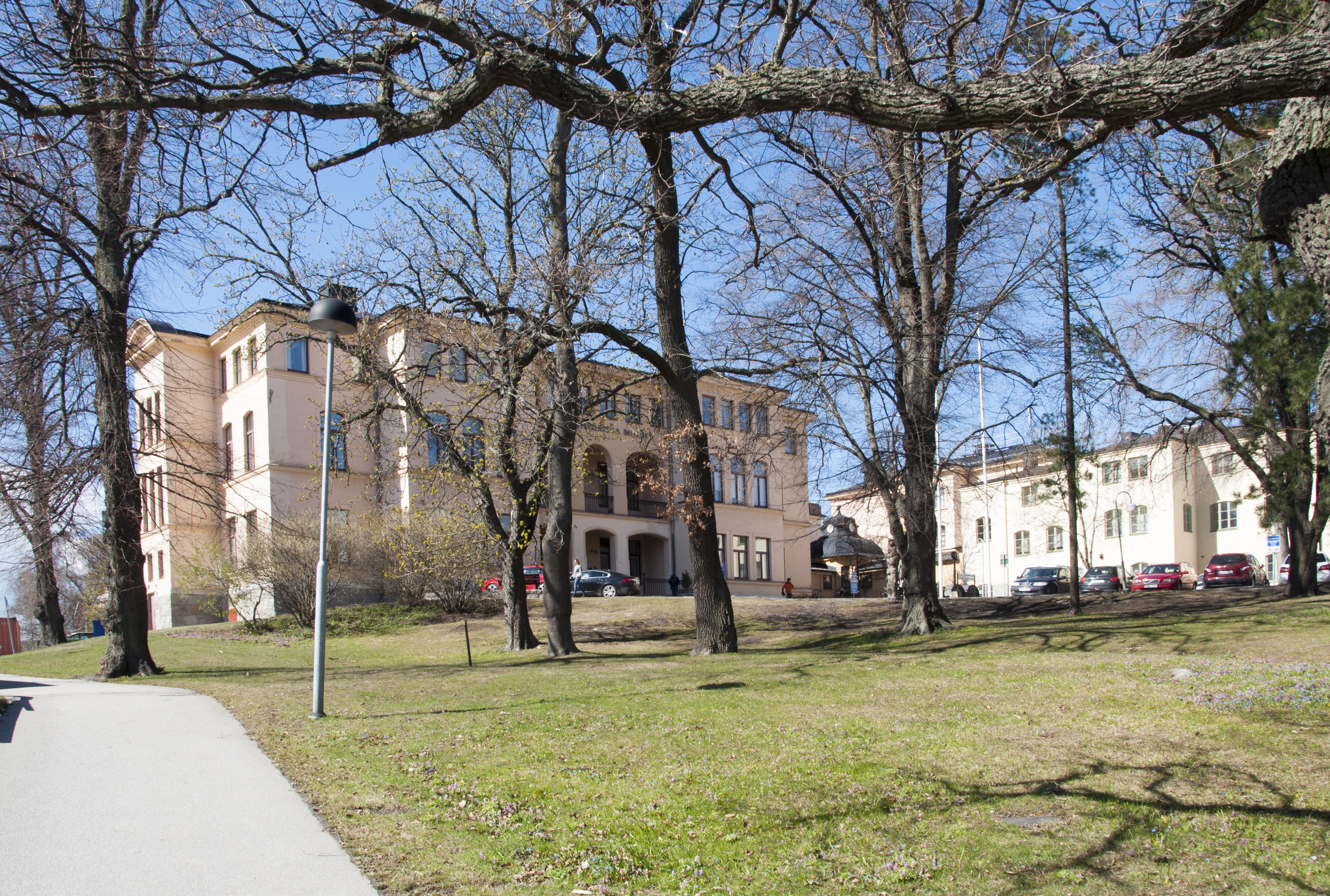
Stora hemmet

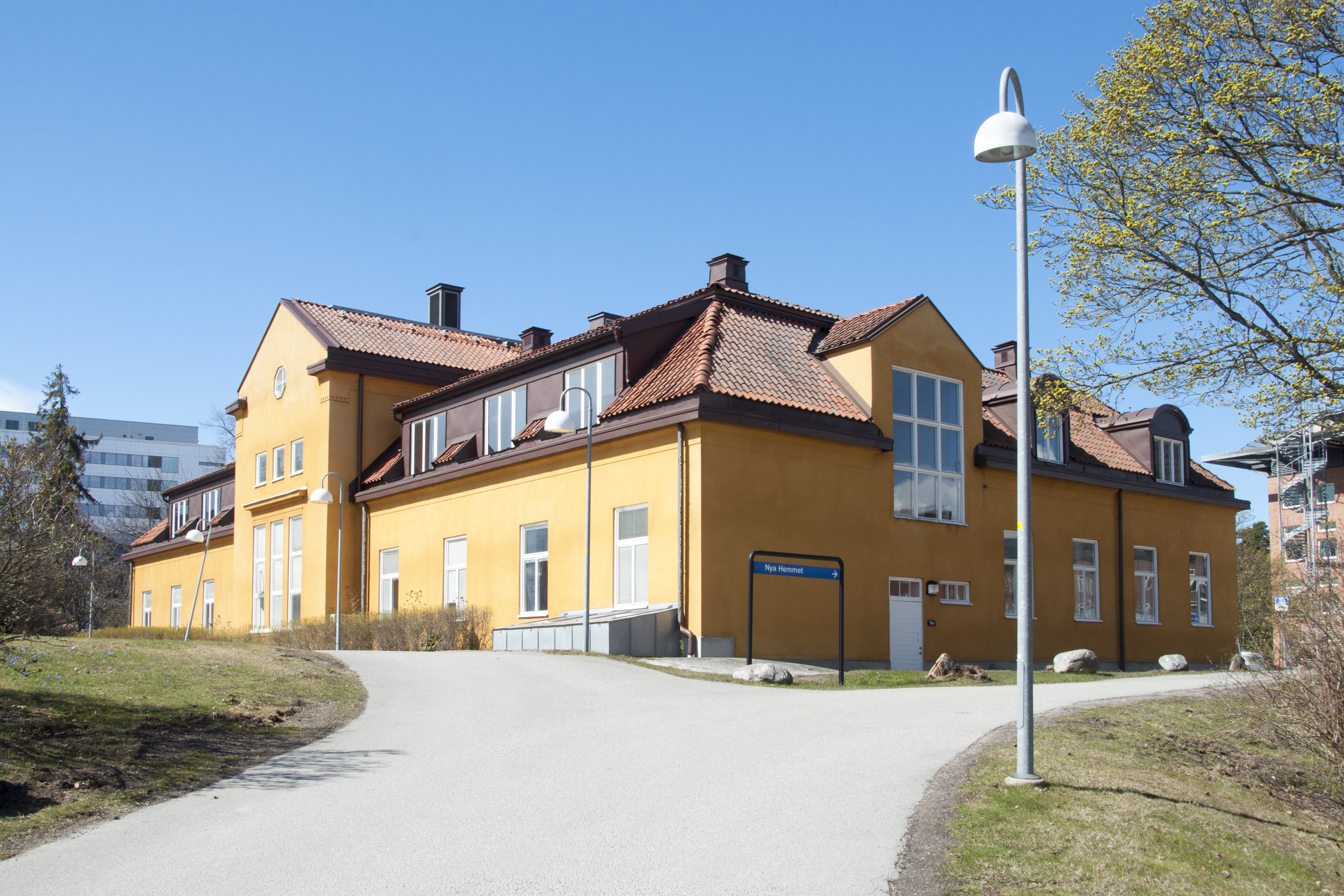
Nya hemmet

Eugeniahemmet syftar idag framför allt på en samling byggnader belägna på Karolinska-området i Solna, strax nordväst om Stockholms innerstad.

## Historia
Eugeniahemmet var ursprungligen en förening som under sina första år saknade egna byggnader. Föreningen var från början en vanföreanstalt, ett skol- och sjukhem i Stockholm för fattiga, obotligt sjuka och barn med funktionsnedsättning, som dock inte fick ha utvecklingsstörning. Det byggdes och drevs av en förening som stiftades 1879 med prinsessan Eugénie som ordförande och som uppkallades efter henne.
Efter ett par kortvariga lösningar kunde man 1886 inviga en egen anläggning på Norrbacka, strax utanför Norrtull, intill den plats där Karolinska sjukhuset senare uppfördes. Eugeniahemmet byggdes intill Solna skog, där det tidigare hade stått ett värdshus, Norrbacka värdshus, som brann ner år 1882. Verksamheten finansierades med donationer, välgörenhetstillställningar och barnens eget arbete. Ursprungligen tog Eugeniahemmet emot 80 barn, men verksamheten växte och i början av 1900-talet vårdades sammanlagt 200 barn där.
Den ursprungliga byggnaderna ritades av arkitekten Axel Kumlien, som även stod bakom utformningen av flera andra sjukhusbyggnader i Stockholmsområdet. En ny byggnad, Stora hemmet, uppfördes 1896 av byggmästare Frans Albert Andersson efter ritningar av arkitekt Gustaf Lindgren. C. A. Danielsson ritade Eugeniahemmets asyl för överåriga.
Eugeniahemmet blev under 1960-talet ett centrum för omhändertagandet av barn som fötts med neurosedynskador. Eugeniahemmet i sin ursprungliga form avvecklades 1971, då lokalerna övertogs av Karolinska sjukhuset. Den ortopediska verksamheten överfördes till grannfastigheten Norrbackainstitutet. Lokalerna användes därefter bland annat som ett centrum för barnhabilitering. De inrymde Medicinhistoriska museet fram till 2005, och den svenska Giftinformationscentralen fram till 2019.